# Pollock (film)
Pour les articles homonymes, voir Pollock.
Pour plus de détails, voir Fiche technique et Distribution.
Pollock est un film américain réalisé par Ed Harris, sorti en 2000.

## Synopsis
La vie de l'artiste américain d'après-guerre Jackson Pollock qui s'est fait connaître du grand public par sa peinture abstraite.

## Fiche technique
- Titre : Pollock
- Réalisation : Ed Harris
- Scénario : Susan Emshwiller et Barbara Turner (en), d'après le livre Jackson Pollock : An American Saga de Steven Naifeh (en) et Gregory White Smith
- Musique : Jeff Beal ; chanson The World Keeps Turning de Tom Waits
- Directeur de la photographie : Lisa Rinzler
- Montage : Kathryn Himoff
- Directeur artistique : Teresa Mastropiero, Peter Rogness
- Production : Fred Berner, Ed Harris, Jon Kilik et Candy Trabuco
- Société de production : Brant-Allen, Fred Berner Films, Pollock Films et Zeke Productions
- Société de distribution : Columbia TriStar Films (France) et Sony Pictures Classics (États-Unis)
- Pays de production :  États-Unis
- Langue : anglais
- Genre : Biopic et drame
- Durée : 122 minutes
- Sortie : 10 septembre 2003 (France), 16 février 2001 (États-Unis)

## Distribution
- Ed Harris (VF : Georges Claisse) : Jackson Pollock
- Marcia Gay Harden (VF : Véronique Augereau) : Lee Krasner
- Tom Bower : Dan Miller
- Jennifer Connelly (VF : Sybille Tureau) : Ruth Kligman
- Bud Cort (VF : Michel Prud'homme) : Howard Putzel
- John Heard : Tony Smith
- Val Kilmer (VF : Emmanuel Jacomy) : Willem De Kooning
- Robert Knott : Sande Pollock
- David Leary : Charles Pollock
- Amy Madigan (VF : Martine Meiraghe) : Peggy Guggenheim
- Sally Murphy : Edith Metzger
- Molly Regan : Arloie Pollock
- Barbara Garrick : Betty Parsons
- Norbert Weisser : Hans Namuth

- Adaptation française :
- Dialogues : Catherine Valduriez

## Distinctions
- 2001 : 
  - Marcia Gay Harden remporte l'Oscar de la Meilleure actrice dans un second rôle[1].
  - Ed Harris est nommé pour l'Oscar du titre de Meilleur acteur[2].